# Málaháttr
Málaháttr és un mètode poètic de l'antiga poesia nòrdica, que sol ser descrit com «estil conversacional». És semblant a fornyrðislag, l'única diferència és que hi ha més síl·labes en una línia, generalment cinc.